# O kralju Matjažu
Povzeto po F.Varl Purkeljc,Naši književniki in njihova dela in S.Janež – M.Ravbar, Pregled slovenske književnosti

## OBNOVE DEVETIH INAČIC O KRALJU MATJAŽU

### II. I. ZLATO KRALJA MATJAŽA
- slovenska ljudska pripovedka, priredila Anja Štefan, ilustrirala Suzana Bricelj
- Ljubljana, Mladinska knjiga, 1999

Pripovedka Zlato kralja Matjaža govori o deklici, ki je bila čisto sama. Na zadnji dan v letu ji je zmanjkalo dračja in se je odpravila v gozd. Ko je pobirala suhe veje, je kar naenkrat pred seboj zagledala veliko votlino. Ker je bila radovedna, je vstopila vanjo in hodila toliko časa, da je pred seboj zagledala veliko kamnito mizo, za katero je sedel kralj Matjaž. Ker je spal že zelo dolgo, so se mu brki že sedemkrat ovili okoli mize. Poleg njega pa so spali tudi njegovi vojščaki. Deklica je na tleh opazila seno in ga nekaj položila v predpasnik. Nehote je prijela za konjsko vprego, ki je tako zarožljala, da so se vsi prebudili. Deklica se je ustrašila in z vso močjo tekla do doma. Doma je na mizo položila predpasnik in ugotovila, da je v njem zlato. Kar se je zgodilo deklici, se je hitro razvedelo in veliko se jih je trudilo, da bi prišli v Matjaževo votlino, vendar to ni uspelo do danes še nikomur. Vanjo lahko pride le tisti, ki si res želi vrnitve kralja Matjaža, pa še to samo če bo hodil tam zadnji dan v letu.

### II. II. KRALJ MATJAŽ IN SOL
- zbirka Slovenske ljudske, priredila Danica Š. Novosel, ilustriral Matjaž Schmidt
- Ljubljana, Slovenska knjiga, 2003

Pripovedka govori o kralju Matjažu, ki je bil zelo dober, pogumen in bogat kralj. Ko je vladal on, sta v deželi vladala mir in blaginja, zato so ga imeli vsi ljudje radi in so mu stali ob strani. Imel je vsega na pretek, le soli ni poznal in vsa hrana, ki jo je užival je bila popolnoma brez okusa. Nekega dne je prišel v kuhinjo starček, ki je vrgel nekaj v lonec, pomešal in tiho odšel. Kralj Matjaž je bil zelo presenečen nad okusom in je vprašal kuharico kaj je naredila, ta pa mu je odgovorila, da je prišel neki starček, nekaj vrgel v lonec in odšel. Kralj Matjaž ji naroči, naj ga naslednjič pripelje k njemu.
Kuharica res ob naslednjem prihodu, starčka odpelje do kralja Matjaža. Starček v zameno, da razkrije skrivnost o nahajališču soli, zahteva pol kraljestva. Ko se odpravita na ogled, kralj Matjaž ugotovi, da je hrib njegov in da mu ne bo dal kraljestva. Ker starček ne odneha, se odločita da se spopadeta v boju. Kralj Matjaž ima kot listja in trave vojakov, starček pa prihaja popolnoma sam. Bolj kot se starček približuje, bolj temno postaja, začne se bliskati in grmeti. Kralj Matjaž ugotovi, da je na boj izzval samega boga. Ker ne ve, kako bi se rešil, na ves glas zavpije goram, naj se strnejo in zakrijejo njega in njegovo vojsko. Še danes je kralj Matjaž v votlini pod Peco in spi, brada pa mu počasi raste in se ovija okoli mize. Vsakih sto let v votlino pot zanese človeka in kralj Matjaž ga povpraša, če zunaj še letajo ptice. Ni še čas da bi se prebudil. Prebudi se bo, ko se mu bo brada devetkrat ovila okoli mize. Takrat bo na svetu hudo in on nam bo prihitel na pomoč. In spet ne bo več revščine, vendar bodo spet zlati časi.

### II. III. KRALJ MATJAŽ
- Babica pripoveduje - Slovenske ljudske pripovedi, izbrala Kristina Brenkova, ilustrirala Ančka Gošnik – Godec
- Založba Mladinska knjiga, 1992

Babica pripoveduje o kralju Matjažu, ki je bil dober kralj. Imel je veliko denarja in vsi so živeli v blaginji. Kralj Matjaž je bil ˝naše gore list˝. Vladal je ljudstvom na Gosposvetskem polju, v starem Krnskem gradu pa je imel prestol. Vsi drugi kralji so mu zavidali, prišlo je tudi do boja, v katerem je bilo ubitih sto njegovih junakov. Ko je v bitki kralju Matjažu že pretila smrt, se je odprla skala v Rečicah in ga skrila pred sovražnikom. Tam danes počiva s svojimi junaki. Ko pa se mu bo brada devetkrat ovila okoli mize, ga bo gora dala nazaj in bo srečno vladal slovenskemu rodu. Videl ga je nekoč samo neki kovač, ki je iskal glogov ročnik za kladivo, pot pa ga je pripeljala do čudovitega sveta v votlini. Na mizi je vzel mošnjo zlatov in od takrat je bil bogat mož.

### II. IV. KRALJ MATJAŽ
- Dušan Čater, ilustriral Iztok Križan
- Ljubljana, Littera, 1996

Davna legenda pravi, da v veliki votlini pod goro Peco spi kralj Matjaž, obkrožen z vitezi. Imel je prelepo izvoljenko Lenčico, katero je želel dobiti tudi turški sultan. Čeprav je ni nikoli še videl, je pa o njej slišal same lepe stvari. Sultan je s svojimi graščaki vdrl v graščino, ugrabil Lenčico in odjezdil v gosto meglo. Ker kralj Matjaž ni nikjer našel svoje izvoljenke, se je v hipu zavedel njene usode. Z vitezi se je posvetoval o napadu in kmalu se je začel neusmiljeni boj s Turki. V dolini e bilo veliko šotorov, v največjem pa je bila Lenčica. Legenda opisuje boj med kraljem Matjažem in turškim sultanom, v katerem zmaga kralj Matjaž. Po zmagi odjezdi z vitezi po strmem pobočju navzgor. Kralj Matjaž in Lenčica se poročita. Ker pa je vsake sreče enkrat konec, se tudi tu konča. Kralj z Dunaja zahteva krono, prestol in grad kralja Matjaža. Prične se boj na Gosposvetskem polju, kjer je imel dunajski kralj veliko večjo vojsko. Kralj Matjaž odjezdi, sledi mu še peščica  vitezov, ki so ostali živi. Pred njimi se je odprla gora in zazijala je velika votlina. Notri je bilo polno zlata. Ko je vstopil še zadnji vitez, se je votlina zaprla. Vitezi so posedli po tleh in utrujeni zaspali, prav tako pa tudi kralj Matjaž, ki spi za mizo. Njihov spanec bo trajal tako dolgo, da bo brada kralja Matjaža devetkrat ovita okoli mize. Ko pa bo nekega dne, naključen človek pozvonil na zvon, se bo kralj Matjaž prebudil, zavladal ljudstvu in zopet bo vse srečno, mirno, pravično in veselo.

### II. V. MADŽARSKE PRAVLJICE O KRALJU MATJAŽU
- prevod Gabriella Gaal
- Murska Sobota, ONEJ – društvo prekmurske pobude

#### II. V. I. KRALJ MATJAŽ IN TURŠKI SULTAN
Nekoč je šel kralj Matjaž k turškemu sultanu. Sultan ga je povpraševal, če pozna kralja Matjaža. Kralj Matjaž mu je odgovarjal, da je ravno takšen kot on, da tudi on zna igrati violino. Pred odhodom je kralj Matjaž na vrata napisal, da je bil tu prav on. Turki ga kmalu ujamejo in odpeljejo do sultana. Ta ga zasliši ali je res on kralj Matjaž. Sultan mu je dal na izbiro, kaj ima rajši da ga da obesiti ali da mu vzame glavo in kralj Matjaž se je odločil za vislice. Vso pot do meje se je kralj Matjaž smejal, sultan pa ni vedel čemu ta smeh. Smešno mu je bilo samo to, da so konji vlekli le prednji kolesi, zadnji pa sta se samo kotalili. Ko pridejo na mejo, postavijo vislice in takrat kralj Matjaž prosi sultana za zadnjo željo pred smrtjo. Sultan mu dovoli in kralj Matjaž s svojo piščaljo pokliče na pomoč svoje prijatelje. Vojaki so hitro prijezdili, obkolili sultana in ga obesili na vislice, ki so bili sicer namenjene kralju Matjažu. Sedaj je sultan visel na vislicah obrnjen proti domu in je lahko gledal svojo Turčijo. Kralj Matjaž se je vrnil in vladal svojemu ljudstvu vse do smrti. 

#### II. V. II. KRALJ MATJAŽ IN TURŠKI PAŠA
Kralj Matjaž si v boju s Turki, nadene turško obleko. Pomešal se je med branjevce in trgovce in brez problemov prišel v mesto. Ves dan je prodajal v bližini pašinega šotora in opazoval turško vojsko. Vedel je čisto vse o paši, tudi to koliko skled hrane je pojedel za kosilo. Naslednji dan je kralj Matjaž napisal pismo paši in mu povedal da ve o njemu veliko stvari in da ima vse prešteto. Paš je bil zelo prestrašen in že naslednji dan je kralj Matjaž zasedel njegov grad. 

#### II. V. III. KRALJ MATJAŽ IN NJEGOVI LENUHI
Kralj Matjaž je opazoval tri lenuhe. Ležali so pod drevesom z odprtimi usti, da bi sadje kar padlo v njihova usta, saj se jim ni dalo potresti drevesa. Kralj Matjaž jih je odpeljal s seboj domov. Vsi so se lepo redili, saj so lepo skrbeli za njih. Vse kar so počeli, je bilo to da so pili in jedli ter ležali cele dneve. Ko se jih je kralj Matjaž naveličal jih je odslovil. Vendar lenuhi niso hoteli oditi. Služabnik je predlagal, da se jih bo rešil le tako, da bo zažgal hišo. In res, hišo so zažgali, ker pa se lenuhom ni dalo vstati in oditi iz hiše, so vsi trije zgoreli in kralj Matjaž se jih je le rešil.

#### II. V. IV. KRALJ MATJAŽ IN NEDOLŽNI GOSPODJE
Kralj Matjaž se je odpravil na obisk v ječo k uporni gospodi. Vsak, ki ga je vprašal zakaj je v ječi, mu je odgovoril da je nedolžen. Med jetniki je bil tudi Cigan, ki je bil tudi po krivem v ječi, saj je ukradel samo kokoš in nič drugega ni storil. Kralj Matjaž je ukazal, da morajo Cigana izpustiti, saj se bodo drugače še vsi preostali Cigani naučili krasti kokoši in to ne bi bilo dobro. In Cigan je bil rešen zapora.

#### II. V. V. O ZADOVOLJNEM ČLOVEKU
Kralj Matjaž je imel kar nekaj služabnikov, nekoč pa je njegov najljubši služabnik zbolel. Poklicali so k njemu vse znanstvenike, vendar nihče mu ni znal pomagati. Nek star človek pa je imel rešitev, da bo ozdravel, če se bo obrisal v srajco zadovoljnega človeka. Kralj je poslal poiskati po kraljestvu najbolj zadovoljnega človeka. Ko so končno naleteli na nekega pastirja, ki je bil zelo zadovoljen s svojim življenjem, so ugotovili, da nima srajce, ki bi jo lahko dal, da bi služabnik ozdravel. Pod ogrinjalom, ki ga je nosil je bila samo njegova gola koža. Služabniki so se vrnili v palačo praznih rok.

## IZDAJE

### III. I. PROZA
- I. Grafenauer, Slovenske pripovedke o kralju Matjažu, SAZU, Ljubljana 1951
- K. Brenk, Babica pripoveduje, Slovenske ljudske pravljice, Mladinska knjiga, Ljubljana 1992
- D. Čater, Kralj Matjaž, Littera, Ljubljana 1996
- G. Gaál, Madžarske pravljice o kralju Matjažu, ONEJ, Murska Sobota, 1999
- A. Štefan, Zlato kralja Matjaža, Mladinska knjiga, Ljubljana, 1999
- D. Š. Novosel, Kralj Matjaž in sol, Slovenska knjiga, Ljubljana, 2003
- J. Stanič, Grad kralja Matjaža, Prešernova družba, Ljubljana, 1988
- M. Malovrh, Kralj Matjaž, Narodna tiskarna, Ljubljana, 1904

### III. II. POEZIJA
- B. Novak, Pesem o kralju Matjažu, Cankarjeva založba, 2007
- O. Župančič, Kanglica, Mladinska knjiga, Ljubljana, 1969
- K. Kovič, Zlata ladja, Mladinska knjiga, Ljubljana, 1969
- M. Klopčič, Kralj Matjaž reši svojo nevesto, Mladinska knjiga, Ljubljana, 1951

### III. III. DRAMSKI TEKSTI
- Ž. Petan, Obtoženi volk/ Kralj Matjaž in Alenčica/ Petelin se sestavi, Mladinska knjiga, Ljubljana, 1978
- N. Kurent, Kralj Matjaž in Alenčica, Mladinska knjiga, Ljubljana, 1960
- F. Kozak, Kralj Matjaž, Državna založba Slovenije, Ljubljana, 1978
- L. Suhodolčan, Norčije v gledališču, Mladinska knjiga, Ljubljana, 1979
- A. Goljevšček, Čudežni kamen/ Kralj Matjaž, kako se imaš?/ Če zmaj požre mamo/ Hiša, Mladinska knjiga, Ljubljana, 1981

### III. IV. RADIJSKE IGRE
- D. Zajc, Kralj Matjaž in Alenčica, Radiotelevizija, Ljubljana 1979
- E. Zagoričnik, Nezgoda o kralju Matjažu, Radio Slovenija, 1992
- E. Fritz, Papagaj kralja Matjaža, Radio Slovenija, Ljubljana, 1999

## ZAKLJUČEK
Pripovedka o kralju Matjažu se pojavlja v številnih inačicah. Zgoraj so predstavljene obnove devetih inačic. Opazimo lahko, da so si vse zelo podobne, vendar skoraj v vsaki pripovedki nastopa kakšen nov junak, ali je postavljeno v drugo okolje. 
Zanimivost o kralju Matjažu je ta, da še dandanes veliko ljudi hodi k votlini pod Peco preizkušat svojo srečo, da bi pa morda le videli kralja Matjaža. Druga zanimivost je ta, da vsako leto v dolini pod Peco pripravijo prireditev, kjer se mnogo ljudi zbere in v spomin na kralja Matjaža postavljajo snežene gradove. 
Kralj Matjaž  se ne pojavlja le kot epska pripovedka, vendar si jo lahko ogledamo tudi v gledališču, poslušamo preko avdio kasete ali gledamo doma preko video posnetka.

## LITERATURA

### V. I. Pisni viri:
- K. Brenk, Babica pripoveduje, Slovenske ljudske pravljice, Mladinska knjiga, Ljubljana 1992
- D. Čater, Kralj Matjaž, Littera, Ljubljana 1996
- G. Gaál, Madžarske pravljice o kralju Matjažu, ONEJ, Murska Sobota, 1999
- A. Štefan, Zlato kralja Matjaža, Mladinska knjiga, Ljubljana, 1999
- D. Š. Novosel, Kralj Matjaž in sol, Slovenska knjiga, Ljubljana, 2003
- Ž. Petan, Obtoženi volk/ Kralj Matjaž in Alenčica/ Petelin se sestavi, Mladinska knjiga, Ljubljana, 1978

### V. II. Literatura:
- F. Varl Purkeljc, Naši književniki in njihova dela, Založba Obzorja Maribor, 1986
- S. Janež – M. Ravbar, Pregled slovenske književnosti, Založba Obzorja Maribor, 1965

## ZUNANJE POVEZAVE
- http://www2.arnes.si/~jutro19/kmatjaz.htm
- http://sl.wikipedia.org/wiki/Kralj_Matja%C5%BE
- http://sl.wikisource.org/wiki/Kralj_Matja%C5%BE
- http://www2.arnes.si/~osljledina3s/dobren/kralj.html
- http://www.gea-on.net/clanek.asp?ID=202